# Бехафарид
Бехафарид (среднеперсидский : Weh-āfrīd, перс. به‌آفرید‎ , также пишется Бихафарид; казнён в 131 году хиджры (748/749), Омейядский халифат) — персидский зороастрийский ересиарх VIII века, который начал религиозное крестьянское восстание с элементами зороастризма и ислама.
Он верил в Зороастра и поддерживал все зороастрийские институты. Его последователи молились семь раз в день лицом к Солнцу, запрещали употребление одурманивающих веществ, держали длинные волосы и запрещали приносить в жертву скот, за исключением тех случаев, когда он был дряхлым. Его восстание, совпавшее по времени с восстанием Аббасидов против Омейядов было подавлено генералом Аббасидов Абу Муслимом, и он был казнен в 748/749 году через повешение. Однако его последователи верили, что он спустится снова. Некоторые из его последователей присоединились к движению Устад Сис .